# Maserati en Fórmula 1
Maserati compitió en Fórmula 1 en 1950, y de 1952 hasta 1957 como equipo. Logró dos títulos de pilotos en 1954 (compartido con Mercedes) y 1957 de la mano de Juan Manuel Fangio.
Maserati diseñó dos monoplazas de Fórmula 1, el 4CLT y el 250F. El Maserati 4CL anterior a la Segunda Guerra Mundial también se usó con cierto éxito. Además, el A6GCM de Fórmula 2, también compitió en la F1 (en realidad llamado oficialmente «Campeonato Mundial de Pilotos de la FIA») cuando esta adoptó temporalmente el reglamento de dicha categoría. Debido a dificultades financieras a fines de la década de 1950, el equipo tuvo que retirarse de la máxima categoría en 1958 a pesar de que el 250F todavía era competitivo. Los equipos privados continuaron usándolo hasta 1960.
En la década de 1960, Maserati continuó en Fórmula 1, suministrando motores a Cooper Car Company y a otros equipos más pequeños. El más destacado fue el Cooper T81-Maserati, que logró dos victorias de la mano de John Surtees y Pedro Rodríguez de la Vega, logrando el tercer lugar en el Campeonato de Constructores de 1966 y 1967.

## Monoplazas
La siguiente galería muestra los diferentes modelos utilizados por el equipo de fábrica Maserati en Fórmula 1.
1950, 1952-1957